# الخطوط الجوية عبر المتوسط
الخطوط الجوية عبر المتوسط (بالإنجليزية: Trans Mediterranean Airways SAL)، وقد تم إعادة تشكيلها للشحن تحت اسم TMA Cargo لتتخصص بعمليلت الشحن الجوي. أعيد تشغيل رحلات طيران هذه الشركة عام 2010 بعد توقف طال 6 أعوام. وشركة طيران عبر المتوسط عضو في الاتحاد العربي للنقل الجوي 

## أسطولها
تقوم الخطوط الجوية عبر المتوسط بتشغيل الطائرة التالية (منذ 17 أبريل 2010) :

### تاريخيا

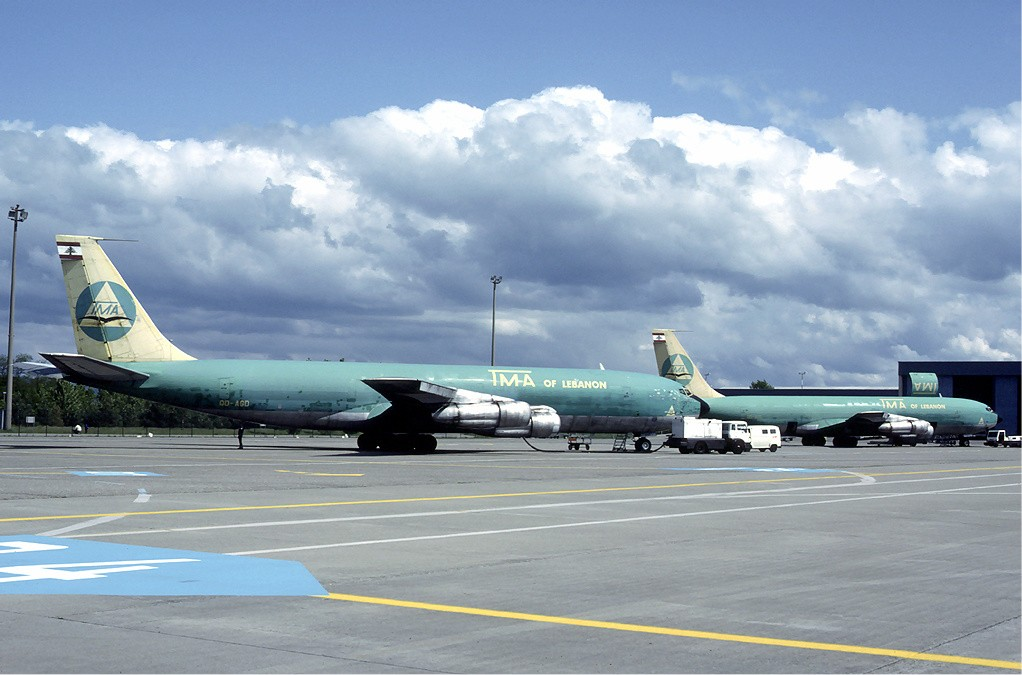
طائرة الخطوط الجوية عبر المتوسط بوينغ 707في أحد مطارات سويسرا (1984)

كانت الشركة تستخدم هذه الطائرات عام 2004:
- إيرباص إيه 310 - 304إف - مستأجرة من أيلاندفلوغ
- بوينغ 707-320 سي
- بوينغ 707-330 سي
- بوينغ 747-100إس إف
- كانادإير سي إل -44 بإدارة شركة طيران سيبورد الدولية
- دوغلاس دي سي -4
- دوغلاس دي سي -6

توقف العمل في الخطوط الجوية عبر الأطلسي في فبراير 2004 حين قامت سلطة الطيران المدني اللبنانية بسحب شهادة العمل الجوي بسبب قدم أسطول طائرات البوينغ 707 الذي بدأت معالم الشيخوخة تهدد سلامة طيرانه. سبب هذا أزمة مالية شديدة للشركة أدت إلى عدم تمكنها من تحديث أسطولها.

## وصلات خارجية
- الموقع الرسمي للشركة

1. ↑  أعضاء الاتحاد العربي للنقل الجوي تاريخ الولوج 16 /7 /2010 [وصلة مكسورة] نسخة محفوظة 04 نوفمبر 2010 على موقع واي باك مشين.
2. ↑  صدى بيروت - الخطوط الجوية عبر المتوسط TMA تستعيد انطلاقتها من بيروت تاريخ الدخول 17 /7 /2010 نسخة محفوظة 04 مارس 2016 على موقع واي باك مشين. [وصلة مكسورة]